# Bruchidius villosus
Bruchidius villosus là một loài bọ cánh cứng. Loài này được sử dụng làm một tác nhân kiểm soát sinh học chống lại Cytisus scoparius.
Thân chúng dài khoảng 2 mm. Con cái đẻ hàng chục trứng hạt cây.